# Чижова Надія Володимирівна
Надія Володимирівна Чижова (рос. Надежда Владимировна Чижова; нар. 19 листопада 1941, Усольє-Сибірське, Іркутська область, РРФСР) — радянська легкоатлетка, що спеціалізується на штовханні ядра, олімпійська чемпіонка 1972 року, срібна призерка Олімпійських ігор 1976 року та бронзова призерка Олімпійських ігор 1968 року. Чоториразова чемпіонка Європи, багаторазова рекордсменка світу.

## Кар'єра
| Рік              | Змагання                      | Місто                | Місце            | Примітки         |                  |
| Представник СРСР | Представник СРСР              | Представник СРСР     | Представник СРСР | Представник СРСР | Представник СРСР |
| ---------------- | ----------------------------- | -------------------- | ---------------- | ---------------- | ---------------- |
| 1966             | Чемпіонат Європи              | Будапешт, Угорщина   | 1                | 17.22 м          |                  |
| 1967             | Чемпіонат Європи в приміщенні | Прага, Чехія         | 1                | 17.44 м          |                  |
| 1968             | Чемпіонат Європи в приміщенні | Мадрид, Іспанія      | 1                | 18.18 м          |                  |
| 1968             | Олімпійські ігри              | Мехіко, Мексика      | 3                | 18.19 м          |                  |
| 1969             | Чемпіонат Європи              | Афіни, Греція        | 1                | 20.43 м          |                  |
| 1970             | Чемпіонат Європи в приміщенні | Відень, Австрія      | 1                | 18.80 м          |                  |
| 1971             | Чемпіонат Європи в приміщенні | Софія, Болгарія      | 1                | 19.70 м          |                  |
| 1971             | Чемпіонат Європи              | Гельсінкі, Фінляндія | 1                | 20.16 м          |                  |
| 1972             | Чемпіонат Європи в приміщенні | Гренобль, Франція    | 1                | 19.41 м          |                  |
| 1972             | Олімпійські ігри              | Мюнхен, Німеччина    | 1                | 21.03 м          |                  |
| 1974             | Чемпіонат Європи в приміщенні | Гетеборг, Швеція     | 2                | 20.62 м          |                  |
| 1974             | Чемпіонат Європи              | Рим, Італія          | 1                | 20.78 м          |                  |
| 1976             | Олімпійські ігри              | Монреаль, Канада     | 2                | 20.96 м          |                  |